# Mezinárodní letiště Jen-tchaj Pcheng-laj
Mezinárodní letiště Jen-tchaj Pcheng-laj (čínsky v českém přepisu Jen-tchaj Pcheng-laj kuo-ťi ťi-čchang, pchin-jinem Yāntái Pénglái Guójì Jīchǎng, znaky zjednodušené 烟台蓬莱国际机场, IATA: YNT, ICAO: ZSYT) je mezinárodní letiště u Jen-tchaje v provincii Šan-tung v Čínské lidové republice. Leží ve vzdálenosti přibližně třiačtyřiceti kilometrů severozápadně od centra Jen-tchaje.
Letiště Jen-tchaj Pcheng-laj nahradilo ve funkci hlavního jentchajského civilního letiště starší letiště Jen-tchaj Laj-šan, kterému zůstala funkce letecké základny. Původně se mělo nazývat mezinárodní letiště Jen-tchaj Čchao-šuej.